# Moutiers, Ille-et-Vilaine
Moutiers (tiếng Breton: Mousterioù, Gallo: Móstiers) là một xã của tỉnh Ille-et-Vilaine, thuộc vùng Bretagne, miền tây bắc nước Pháp.

## Dân số
Người dân ở Moutiers được gọi là Moutierrains.
| Năm | 1962 | 1968 | 1975 | 1982 | 1990 | 1999 |
| --- | ---- | ---- | ---- | ---- | ---- | ---- |
| Dân số | 583  | 650  | 594  | 625  | 638  | 655  |
| From the year 1962 on: No double counting—residents of multiple communes (e.g. students and military personnel) are counted only once. |      |      |      |      |      |      |